# Maria Osten
Pour les articles homonymes, voir Osten.
Maria Osten (née le 20 mars 1908 à Lemgo, principauté de Lippe et morte probablement à Saratov en septembre 1942) est une écrivaine et journaliste communiste allemande, qui avait opté pour l'URSS.
Née Maria Greßhöner, elle avait choisi comme nom de plume Maria Osten (en français Marie de l'Est) afin de marquer sa préférence pour le régime soviétique.

## Biographie
Son père meurt pendant la Première Guerre mondiale. La famille Gresshöner émigre ensuite à Golce, en province de Prusse-Orientale. Maria, qui n'a pu terminer ses études au gymnasium, rompt avec sa famille (qui était de tendance droitière deutschnational) et revient à Berlin. Elle travaille dans un sanatorium et fait la connaissance du peintre expressionniste juif Ludwig Meidner, qui lui donne des cours de dessin.
Elle s'inscrit au KPD (Parti Communiste Allemand) en 1926 ou 1927.
En 1928-30 Maria milite, travaille aux éditions Malik-Verlag (d'orientation avant-gardiste et communiste) fondées par l'écrivain et éditeur Wieland Herzfelde (qu'elle a épousé en 1926).
En 1929, elle visite pour la première fois l'URSS avec son second mari, le cinéaste russe Ievgueni Tcherviakov.
En 1932, l'artiste Ernst Busch et l’écrivain Ludwig Renn présentent Maria Osten à Mikhaïl Koltsov, Juif ukrainien, journaliste célèbre et correspondant spécial à la Pravda. Il tombe immédiatement amoureux d’elle, elle devient sa compagne.
En 1933, elle prend le pseudonyme de Maria Osten, écrit et milite pour le mouvement anti-fasciste Volksfront. Koltsov et Maria adoptent Hubert, le jeune fils (12 ans) de Johann L'Hoste, un membre important du KPD de la Sarre, dont la famille est persécutée par la Gestapo. Elle est éditorialiste du journal internationaliste et anti-fasciste Das Wort (La Parole).
En 1934, Maria milite pour l'émancipation de la Sarre.
En 1936, la Guerre civile espagnole éclate. Maria est nommée correspondante spéciale de la DZZ (Deutschen Zentralzeitung) et part avec Koltsov pour couvrir la guerre. En 1937, elle assiste à Valence au II Congrès international des écrivains pour la défense de la culture.

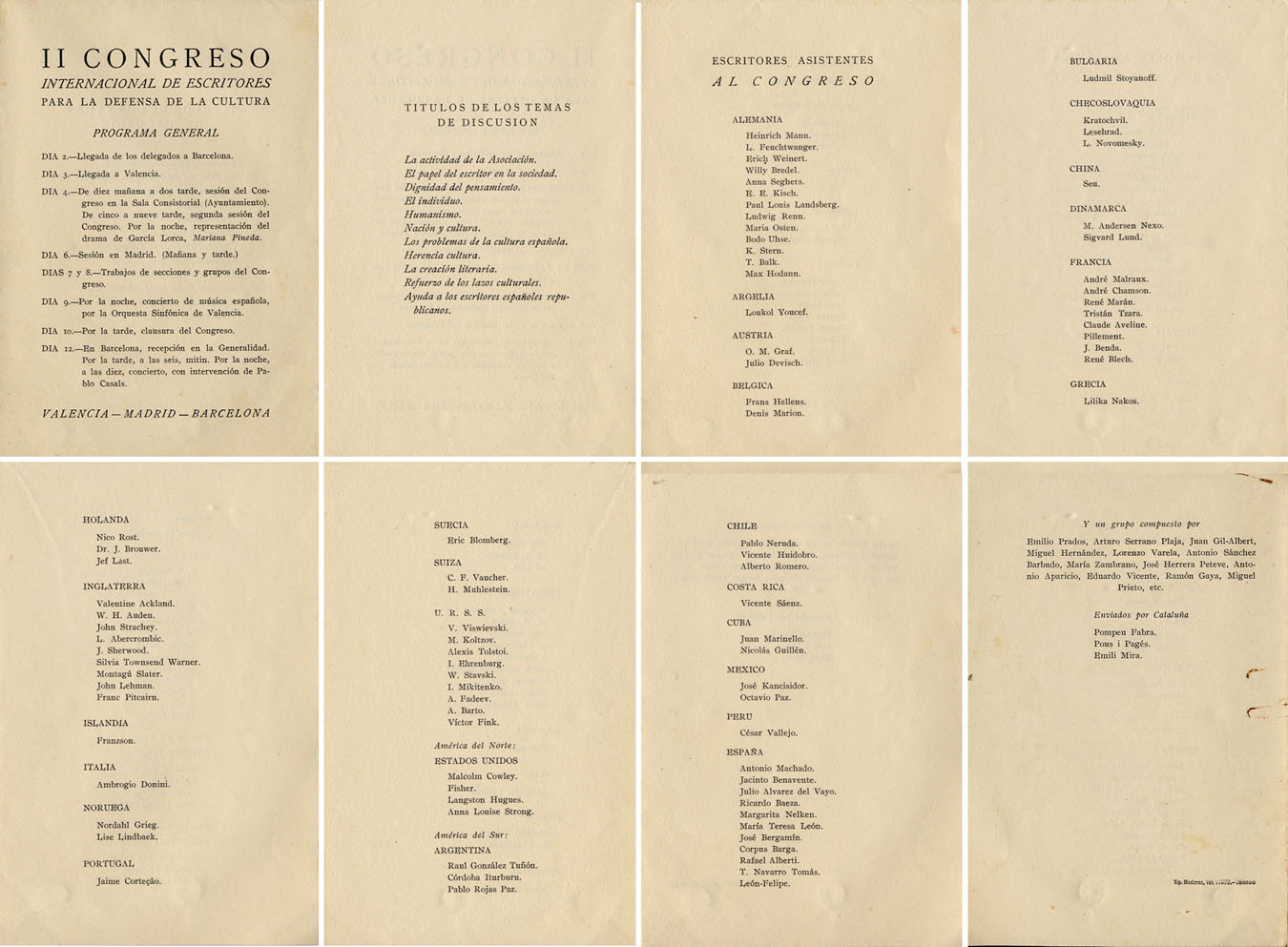
Participants au II Congrès des écrivains pour la défense de la culture.

Fin 1937, le couple est rappelé à Moscou : il a été dénoncé par le tout-puissant commissaire politique André Marty.
Koltsov est arrêté en 1938 et condamné à dix ans de prison sans droit au courrier (condamnation en fait à la liquidation). Il meurt en 1940 ou 1942 lors des Grandes Purges ordonnées par Staline.
Maria, qui veut aider Koltsov, est revenue à Moscou malgré les conseils de ses amis : elle est persuadée que Koltsov a été emprisonné par erreur... Elle est accompagnée d'un enfant espagnol qu'elle a adopté, mais son premier fils adoptif Hubert L’Hoste lui refuse l'accès de son appartement : « elle est la femme d'un ennemi du peuple ». Maria va alors s'installer à l'hôtel.
Elle ne peut quitter l'URSS car elle a acquis la nationalité soviétique.
En 1941, à Moscou, après avoir vu son amie Margarete Steffin, ancienne secrétaire et maîtresse de Bertolt Brecht, mourir de tuberculose, Maria Osten est arrêtée par le NKVD à l'hôtel NovoMoskovskaya (une des résidences affectées aux éléments de l’intelligentsia internationaliste) et disparaît. Le livre Hubert au pays des merveilles, écrit par Maria Osten en 1935 et qui avait connu un grand succès, est retiré de la circulation.
Maria Osten aurait été liquidée à la prison de Saratov en 1942. Elle a été réhabilitée en 1957.

## Maria Osten vue par Ernest Hemingway
Ernest Hemingway a fréquenté Koltsov et Maria Osten pendant la Guerre civile espagnole. Dans Pour qui sonne le glas, il décrit une réception donnée le 29 mai 1937 par Maria Osten dans une suite d’un grand hôtel madrilène, la veille de l’offensive de Ségovie.

## Œuvres de Maria Osten
Représentante de la littérature de l’exil, Maria Osten a écrit par ailleurs 2 œuvres notables :
- un roman, Kartoffelschnaps (Alcool de patate) dans lequel elle décrit ses souvenirs de jeunesse et les aléas de la vie des paysans soumis au Gutsbesitzerschicht (métayage voisin du servage) dans les latifundias de Prusse-Orientale
- et un livre de propagande destiné à la jeunesse (enfants et adolescents), qui a connu un grand succès en 1935 : Hubert au pays des merveilles – Journées et exploits d’un Pionnier allemand est basé sur les découvertes heureuses que son fils adoptif Hubert, arrivé d’Allemagne en 1934, est censé avoir faites en URSS. La préface est de Georgi Mikhailov Dimitrov (nommé en 1934 premier secrétaire du Komintern)[6].

- Maria Osten a aussi écrit :
  - Mehlgast (Farine pour invité) : des extraits de son roman Kartoffelschnaps. In 24 Neue Deutsche Erzähler, Herausgeber H. Kesten, 1929.
  - Zigelski hatte Glück (Zigelski avait de la chance), in 30 Neue Erzähler des neuen Deutschland, Herausgeber W. Herzfelde, 1932.
  - Das Vieh rückt ein (La Bête encerclée) in Deutsch für Deutsche, 1935.
  - Ostelbien (À l’Est de l'Elbe), in Das Wort, fascicule 4/5, avril/mai 1937.
  - Voyage en Espagne, 1938 (en russe)
  - Reportage en Espagne (dans Neue Deutsche Literatur, 1986, fascicule 7)

De nombreux écrits de Maria Osten sont encore inédits.

## Hubert, son fils adoptif
En 1934 le couple Mikhaïl Koltsov-Maria Osten adopte le jeune allemand Hubert L’Hoste (fils de Johann L’Hoste, membre important du KPD de la Sarre, dont la famille est persécutée par la Gestapo). La venue à l’Est de « l'enfant qui a choisi l'URSS » est en 1935 un évènement de propagande majeur : il est montré partout, invité au Kremlin, reçu par le maréchal Mikhaïl Toukhatchevski alors au sommet de sa gloire, et par le maréchal Semion Boudienny, et Maria Osten écrit en russe un livre pour enfants, Hubert au pays des merveilles, qui est largement diffusé.
Après l’arrestation et la condamnation de Mikhaïl Koltsov, puis l’arrestation et la « disparition » de Maria Osten en 1941, Hubert, qui a été forcé à renier ses parents adoptifs, est déporté au Kazakhstan où il devient berger. Il est ensuite enfermé pendant 9 ans au goulag, en sort en 1955, essaie sans succès de retourner en Allemagne, et meurt d'une appendicite mal soignée en 1959 à Simferopol.